# Jean-Baptiste Greppo
Jean-Baptiste Greppo (17 mai 1712, à Lyon – 13 juin 1767, à Lyon)  est un chanoine français connu pour ses recherches archéologiques dans le domaine des fortifications de Lyon. Il a pour petit-cousin l'archéologue Jean-Gabriel-Honoré Greppo (en).

## Biographie
Jean Baptiste Greppo est le fils de Pierre Greppo et de Marie Tignard. Il fait des études au collège de la Trinité de Lyon avant d'être admis parmi les jésuites. Il enseigne les humanités à Mâcon et Besançon. Il revient à Lyon où il est brièvement préfet du collège. En 1745, il est nommé chanoine de l'église Saint-Paul.
Le 15 avril 1749, il est élu à l'Académie des sciences et belles-lettres de Lyon et le 25 avril 1755 à la Société royale des beaux-arts de la même ville.
Il se montre très actif dans ces deux sociétés (qui fusionneront en 1758), avec des travaux portant sur les questions de calendriers et de chronologie antique ; sur des sujets littéraires (le dénouement de l'Enéide) ; et scientifiques (les longitudes, le système des couleurs de Newton, les impressions de l'air sur le corps humain, les crues de la Saône et les tremblements de terre, la conservation des grains). Il s'intéresse également à l'histoire locale : l'église collégiale et paroissiale de Saint-Paul (1762) ; et la construction des murs et fortifications de Lyon (1764).
En 1766, il démissionne pour raisons de santé et meurt l'année suivante, le 13 juin. Son éloge est prononcé par Charles Joseph Devillers.

## Publications et manuscrits
- « Sur la construction des murs et fortifications de cette ville [Lyon] », 1827[3]

La bibliothèque de l'Académie des sciences, belles-lettres et arts de Lyon conserve six manuscrits :
- De l'impression de l'air sur le corps humain, 1755 (Ac.Ms199 f°54-63).
- Sur la méthode de M. Duhamel sur la conservation des grains, 1756 (Ac.Ms225 f°27-33).
- Sur la fixation de l'époque du la fondation du Temple de Salomon, 1756 (Ac.Ms157 f°100).
- De la théorie de la Terre relativement aux effets du déluge, 1760 (Ac.Ms200 f°12-19).
- Notice sur l'église collégiale et paroissiale de St Paul, 1762 (Ac.Ms81 f°60-84).
- Sur la construction des murs et des fortifications de cette ville, 1764 (Ac.Ms119 f°9-17).